# América Martínez Serrano
América Martínez Serrano (Madrid, España, 5 de noviembre de 1922 - El Puerto de Santa María, Cádiz, 30 de septiembre de 2010) fue una profesora y concertista de guitarra clásica española. Grabó numerosos discos y dio conciertos de guitarra en diversos países. Su educación guitarrística le vino de su contacto durante muchos años en su juventud con el maestro Daniel Fortea. A lo largo de su vida acumuló importantes becas y premios. Durante largos años ocupó la cátedra de Guitarra del Conservatorio superior de música de la ciudad de Sevilla, siendo la primera mujer en ocupar una cátedra de guitarra en Andalucía y la segunda de . América Martínez, se relacionó a lo largo de su vida profesional con los grandes maestros de la guitarra del siglo XX: Joaquín Rodrigo, Andrés Segovia, Manuel Castillo, Antonio Ruiz Pipó, Abel Carlevaro, Stephen Dodgson, Reginald Smith Brindle, entre otros.

## Biografía
Pilar América Martínez Serrano, más conocida como América Martínez, nació en Madrid en 1922. Desde los 9 años recibió clases de guitarra junto a su hermana España Martínez (dos años mayor) del maestro Daniel Fortea. Con pocos años las hermanas se hicieron famosas en los festivales ofrecidos en Madrid, por sus actuaciones en emisoras de radio y por sus giras por otras capitales de provincia de España. En sus actuaciones también América tocaba la mandolina, instrumento que también dominaba con gran perfección.
América con 17 años junto a su hermana España reciben en el año 1938, tras el preceptivo examen, el nombramiento de profesoras de orquesta, que otorgaba la Asociación General de Profesores de Orquesta y Música de Madrid. Sin embargo es entre 1939 y 1943 tras la Guerra civil española cuando América cursa los estudios oficiales en el Real Conservatorio. Al final de sus estudios de conservatorio obtiene el Diploma de Primera Clase ‘Fin de Carrera’ y a continuación es becada por dos años por el Gobierno Civil de Madrid en 1942 y 1943.
En 1944, al finalizar sus estudios de armonía, le es concedida la beca ‘Carmen del Río’, de la sevillana Academia de Bellas Artes de San Fernando.
El Conservatorio Superior de Música de Sevilla creó la cátedra de guitarra en el año 1945 que América ocupó desde su llegada a esta ciudad, posteriormente obtuvo dicha cátedra por oposición con el número 1 en 1949, con 27 años.
En 1949 organizaría el homenaje a 130 años de guitarra clásica española y al año siguiente, en 1950, se casa con el escritor José María de Mena. Su vinculación con El Conservatorio Superior de Música de Sevilla duró hasta 1987 cuando llegó a su jubilación, tras 43 años de ejercicio ininterrumpido en él de docencia.
A partir de su jubilación en 1987, América continuaría con su magisterio emérito, formando parte de jurados de prestigiosos concursos y tribunales musicales, pronunciando conferencias e impartiendo cursos muchas veces fuera de España como Japón, Polonia, Francia o Italia, entre otros. 
Falleció el 30 de septiembre de 2010 en El Puerto de Santa María, Cádiz y fue enterrada en el cementerio de San Fernando de Sevilla.